# МДК-2

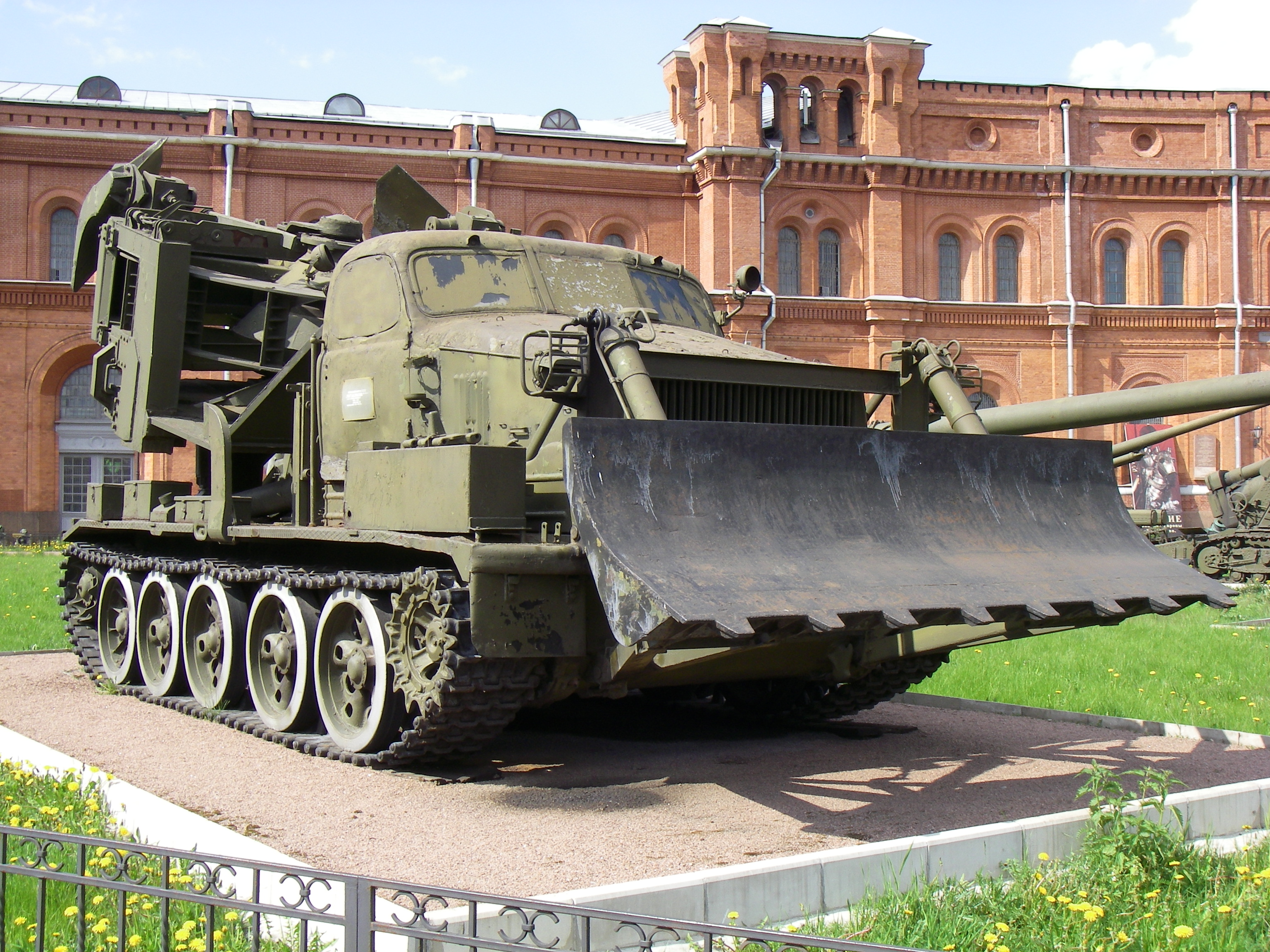
МДК-2 в Артиллерийском музее Санкт-Петербурга

МДК-2 — армейская машина, предназначенная для отрывания котлованов под укрытия для техники или личного состава. 

## История
Принята на вооружение инженерных войск СССР в 1962 году. В дальнейшем, на вооружение был принят МДК-3, но ранее выпущенные МДК-2 остались в эксплуатации.

## Описание
Представляет собой навесной роторный траншейный экскаватор поперечного копания на базе гусеничного тягача АТ-Т. Масса — 27,3 т. Максимальная скорость — 36 км/ч. Производительность в твёрдых грунтах — 200 м³/ч. Расчёт — 2 человека.

## Варианты и модификации
- МДК-2
- МДК-2М

## Страны-эксплуатанты
- СССР
- ГДР - партия МДК-2М была закулена в СССР и находилась на вооружении ННА ГДР[1]
- КНДР[2]
- Украина — советские МДК-2 остались в вооружённых силах Украины, но со временем их количество уменьшилось (так, в августе 2008 года было принято решение о признании избыточным имуществом и продаже пяти МДК-2М выпуска 1971-1979 гг.)[3].